# Faceci w butach
Faceci w butach (ang. Bootmen) – australijsko-amerykański komediodramat z 2000 roku.

## Opis fabuły
Sean Odken jest młodym mężczyzną, który pracuje w hucie i nie jest z tego zadowolony, ale jego życiową pasją jest także taniec. Jako tancerz ma szansę uczestnictwa w widowisku tanecznym w Sydney, co może odmienić jego dotychczasowe życie. Sean ma także brata, Mitchella, który jest również dobrym tancerzem, ale chciałby mieć firmę transportową. Ich relacje ulegają pogorszeniu, gdy obaj zakochują się w tej samej dziewczynie – Lindzie, poza tym Mitch popada w konflikt z prawem. Wybuchowy temperament Seana doprowadza do utraty pracy w Sydney i powrotu do rodzimego Newcastle. Tam z kilkoma przyjaciółmi bohater tworzy grupę stepujących tancerzy i opracowuje program do widowiska.

## Obsada
- Adam Garcia jako Sean Odken
- Sophie Lee jako Linda
- Sam Worthington jako Mitchell "Mitch" Odken
- William Zappa jako Walter
- Richard Carter jako Gary
- Susie Porter jako Sara
- Anthony Hayes jako Huey
- Christopher Horsey jako Angus
- Drew Kaluski jako Colin
- Matt Lee jako Johnno
- Lee McDonald jako Derrick
- Vaughan Sheffield jako młody Sean
- Christian Patterson jako młody Mitchell
- Justine Clarke jako Kim

## Nagrody i wyróżnienia[1][2]
AACTA
- wygrana w kategorii Najlepsza muzyka oryginalna (Cezary Skubiszewski, 2000)
- wygrana w kategorii Najlepsza scenografia (Murray Picknett, 2000)
- wygrana w kategorii Najlepsze kostiumy (Tess Schofield, 2000)
- wygrana w kategorii Najlepsze zdjęcia (Steve Mason, 2000)
- wygrana w kategorii Najlepszy dźwięk (Andrew Plain, David Lee, Ian McLoughlin, Laurence Maddy, 2000)
- nominacja w kategorii Najlepszy film (Hilary Linstead, 2000)
- nominacja w kategorii Najlepszy aktor (Sam Worthington, 2000)
- nominacja w kategorii Najlepszy montaż (Jane Moran, 2000)

Australian Cinematographers Society
- wygrana (Steve Mason, 2001)

Film Critics Circle of Australia
- wygrana w kategorii Najlepsze zdjęcia (Steve Mason, 2001)
- wygrana w kategorii Najlepszy montaż (Jane Moran, 2001)
- wygrana w kategorii Najlepsza muzyka oryginalna (Cezary Skubiszewski, 2001)